# Ettore Biamino
Ettore Biamino (Torino, 1º gennaio 1896 – Dosso Faiti, 4 giugno 1917) è stato un militare italiano, insignito della medaglia d'oro al valor militare.

## Biografia
Arruolato nel Regio esercito, combatté nella prima guerra mondiale, in servizio nella 341ª Compagnia mitraglieri Fiat, con il grado di tenente di complemento. Si distinse nella decima battaglia dell'Isonzo, difendendo la posizione italiana e impegnando in campo aperto gli avversari austriaci con il fuoco della sua mitragliatrice, dando modo alla sua compagnia di organizzare l'azione di contrattacco, fino a quando fu colpito a morte da una granata.
Il 22 novembre 1917 gli fu conferita la medaglia d'oro al valor militare alla memoria.